# Léopold Senghor

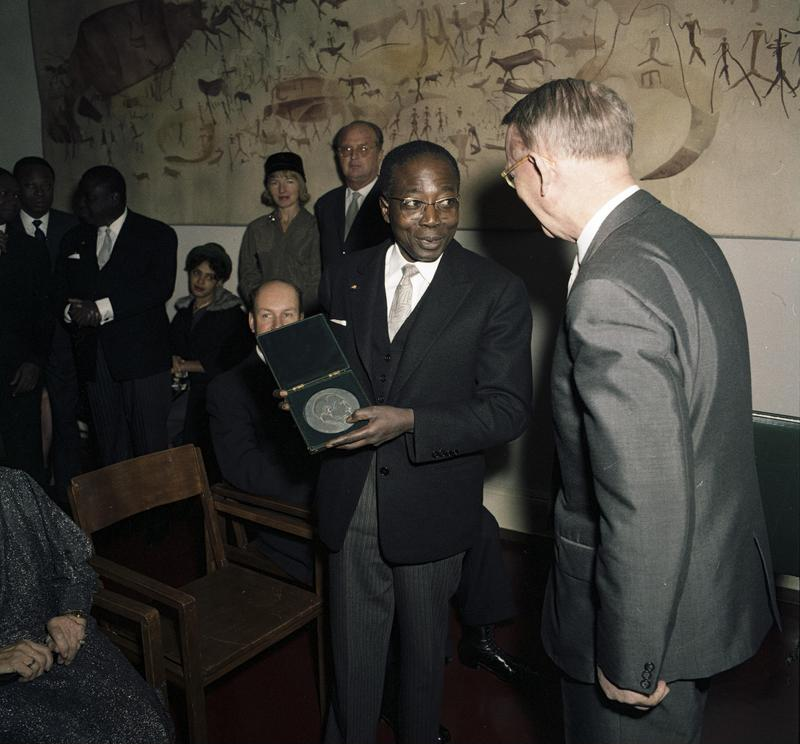
President Léopold Senghor tijdens een bezoek aan Frankfurt am Main op 11 november 1961

Léopold Sédar Senghor (Joal, 9 oktober 1906 – Verson, 20 december 2001) was een Senegalees staatsman, dichter en filosoof.

## Achtergrond
Senghor behoorde tot de Sérères-bevolkingsgroep. Hij werd geboren in het plaatsje Joal aan de Atlantische kust, zo'n 70 kilometer van de Senegalese hoofdstad Dakar. Zijn ouders waren rooms-katholiek waardoor hij een christelijke zending school liep. Hij bleef zijn hele leven lang rooms-katholiek.

## Opleiding
Aanvankelijk wilde Senghor priester worden, maar hij zag daar later van af. Na het bezoeken van de hogeschool van Dakar won hij een studiebeurs voor de Universiteit van Parijs en studeerde aldaar letteren. In 1935 was hij de eerste Afrikaan die in Frankrijk afstudeerde als doctor. Na zijn afstuderen gaf hij les aan een middelbare school in Frankrijk.

## Filosoof
Tijdens zijn verblijf in Frankrijk ontwikkelde hij samen met Aimé Césaire en Léon Damas het concept négritude. Daarmee wordt bedoeld de broederschap van alle Afrikanen, of deze nu in Afrika verblijven of in de diaspora. Ook wordt met négritude bedoeld dat zwarte Afrikanen (en hun afstammelingen buiten Afrika) trots moeten zijn op hun huidskleur en cultuur. Toch vinden de meeste aanhangers van de négritude-leer wel dat bepaalde aspecten van de Europese - en Noord-Amerikaanse cultuur, en vooral van de wetenschap, moeten worden overgenomen.
Nog een ander belangrijk concept van négritude is de assimilatie. Volgens Senghor, Césaire en Damas moeten Afrikanen in de diaspora zich aanpassen aan het gastland, zonder daarbij te ver te gaan en de eigen cultuur en identiteit te vergeten. Négritude kan het best worden beschouwd als een filosofische leer.
Senghor verdiepte zich in zijn Franse jaren ook in het marxisme en ontwikkelde zich tot een aanhanger hiervan. Hij verwierp alle vormen van materialisme, in zijn ogen iets dat "typisch westers" was en niet paste bij de Afrikaanse cultuur, noch bij zijn eigen godsdienstige overtuiging. Senghor ontwikkelde een variant op het Afrikaanse socialisme.

## Tijdens de Tweede Wereldoorlog
Toen in 1939 de Tweede Wereldoorlog uitbrak, bevond Senghor zich nog altijd in Frankrijk. Tijdens de bezetting werd hij opgepakt. Senghor zat twee jaar lang vast in diverse gevangenkampen. Na zijn vrijlating in 1942 sloot hij zich aan bij het verzet.

## Dichter en schrijver
Al vanaf zijn jongere jaren schreef Senghor diverse gedichten. In 1945 verscheen zijn eerste dichtbundel, Chants d'ombre en in 1948 zijn tweede, Hosties noires. In hetzelfde jaar verscheen zijn werk Anthologie de la nouvelle poésie nègre et malgache de langue française (Bloemlezing van Nieuwe Zwarte en Malagassische poëzie in de Franse taal). De inleiding van dit boek werd verzorgd door de Franse existentialistische filosoof Jean-Paul Sartre. Door dit boek brak Senghor door en werd hij gezien als dé authentieke stem van zwart Afrika in Frankrijk.
Van 1948 tot 1959 doceerde hij aan diverse scholen in Frankrijk en Senegal (Dakar).

## Politicus
In 1945 werd Senghor in de Nationale Vergadering gekozen. Senghor, was aanvankelijk lid van de SFIO, de Franse socialistische partij, maar liet zich in 1948 uitschrijven en richtte het Bloc Démocratique Sénégalais (BDS) op.
In 1955 werd hij staatssecretaris in het tweede kabinet-Edgar Faure. In 1956 keerde hij naar Senegal terug en werd lid van de Union progressiste sénégalaise. Mamadou Dia, een lid van de Union progressiste sénégalaise (UPS), werd vicepresident van de regeringsraad (later premier) van autonoom Senegal. In 1960 werd Senghor tot voorzitter van de UPS gekozen.
In 1959 ging Senegal een federatie aan met Mali. Op 20 juni 1960 werd de Federatie van Mali onafhankelijk van Frankrijk. Al op 20 augustus van dat jaar viel de Federatie uit elkaar en op 6 september 1960 werd Senghor president van Senegal.
In het begin van de jaren zestig brak een machtsstrijd uit tussen Senghor en premier Mamadou Dia die in januari 1957 samen de Parti de la convention africaine (PCA) hadden opgericht. Dia geloofde in een radicaal socialistisch beleid en minimale afhankelijkheid van Frankrijk. Senghor wilde de hechte (financiële) banden met Frankrijk juist handhaven om Senegal welvarend te maken. De machtsstrijd werd in het voordeel van Senghor beslist en Dia trad in 1962 af als premier.
In de jaren zeventig ging het Senegal economisch gezien voor de wind, hoewel het land arm bleef. Onder Senghor bleef Senegal een democratie. De parlements- en presidentsverkiezingen werden keurig op tijd gehouden en de persvrijheid bleef gehandhaafd. Wel bleef Senegal een eenpartijstaat. In 1974 werd de naam van Union progressiste sénégalaise veranderd in Parti Socialiste du Sénégal (PSS). In 1976 voerde Senghor het meerpartijenstelsel in. Naast de PSS - een centrumpartij gebaseerd op sociaaldemocratische beginselen - mochten nog twee andere partijen worden opgericht. Dit werden de Convention des Démocrates et Patriotes (socialistisch) en de Parti Démocratique Sénégalais (liberaal).
Bij de eerste meerpartijenverkiezingen werd Senghor als president herkozen. In 1980 trad hij af ten gunste van zijn premier, Abdou Diouf.

## Na zijn aftreden
Na zijn terugtreden als president werd Senghor in 1984 tot lid van de Académie Française benoemd.
Hij overleed op 95-jarige leeftijd in het Franse Verson.

## Werken (selectie)
- 1956 - Ethiopiques
- 1964 - Poèmes sélectionnés
- 1964 - Sur le socialisme africain
- 1964 - Négritude et Humanisme